# Åreknude
Åreknuder (også kaldet varicer) er udvidede vener på benene.